# Рилиндја
Рилиндја (алб.  — „Препород”) је лист на албанском језику на Косову и Метохији чији је први број изашао 12. фебруара 1945. године у Призрену. У почетку имао је редакцију заједно са Јединством, потом су у Приштини редакције раздвојене. Била је орган Обласног одбора Народног Фронта Косова и Метохије, да би потом постала орган ССРН-а Косова. 
До шездесетог броја излази у Призрену, потом у Приштини. Од 1948. до 29. новембра 1958. године излази два пута недељно, а потом постаје дневни лист. Читава култура Албанаца на Косову и Метохији поникла је из овог листа, његове редакције и издавачке делатности. 
Уз лист „Рилиндју“ у Приштини је постепено формирана велика новинско-издавачка и графичка кућа НИГРО „Рилиндја“ са редакцијама листова и часописа, штампаријом, трговачком и књижарском мрежом и дистрибуцијом. У Дому штампе држала је девет спратова и огроман складишни приземни и подрумски простор са штампаријом. Уз дневни лист „Рилиндју“, издавала је још десет листова, ревија и часописа и имала посебну издавачку делатност. Издавала је ревије и часописе: „Jeta e re“, „Përparimi“ (1955), „Fjala“, „Pionieri“ (1949), „GEP-i“, „Shkëndija“, „Kosovarja“, „BAT-i“, „Thumbi“ и „Bujku“. Једно време штампала је годишње више књига но иједна издавачка кућа у Југославији - око тристотине наслова. Њене књиге су биле посебно дотиране од државе, тако да су у продаји имале симболичну цену.
"Рилиндја“ је објављивала светске, југословенске и српске писце, па и оне са простора Косова и Метохије. У њеном издању објављене су књиге Вука Филиповића, Радослава Златановића, Петра Сарића, Србољуба Тасића, Моше Одаловића, Даринке Јеврић, Миленка Јевтовића и других. 
Седамдесетих година 20. века „Рилиндја“ је имала изузетно богату културну сарадњу са Тираном, одакле је увозила разнородну литературу за ученике основних и средњих школа за коју се после испоставило да је махом била у служби албанског национализма и сепаратизма. 
Највећи тираж лист је достигао у време хомогенизације албанских маса на пароли „Косово Република“ (243.000 примерака) средином осамдесетих година. Због сепаратистички интонираних текстова, 5. августа 1990. године, Окружни суд у Приштини забранио је њено излажење. Уместо „Рилиндје“, након тога, дневно излази лист „Бујку“, уређиван од исте редакције. „Рилиндја“ обнавља излажење 12. јуна 1999. године након бомбардовања СРЈ од стране НАТО-а.